# Via San Giuseppe
Via di San Giuseppe è una strada di Firenze che va, più o meno parallela all'Arno, da via delle Casine angolo via de' Malcontenti a largo Bargellini.

## Storia
Da via de' Pepi a via de' Macci la strada si chiamava "via del Crocifisso", per la vicinanza con l'oratorio Croce al Tempio: metà di questo tratto fa parte, dal 1988, del largo Bargellini; seguiva poi, fino via delle Conce, "via del Tempio", dalla presenza (presunta) di un complesso Templare dotato di ospedale. Dopo la soppressione dell'ordine divenne "via del Tabernacolo" per la presenza di un tabernacolo all'angolo con via de' Macci, che doveva essere dedicato alla Madonna del Giglio e che indusse anche la formazione della Compagnia di Santa Maria della Croce al Tempio ad opera di giovinetti devoti.

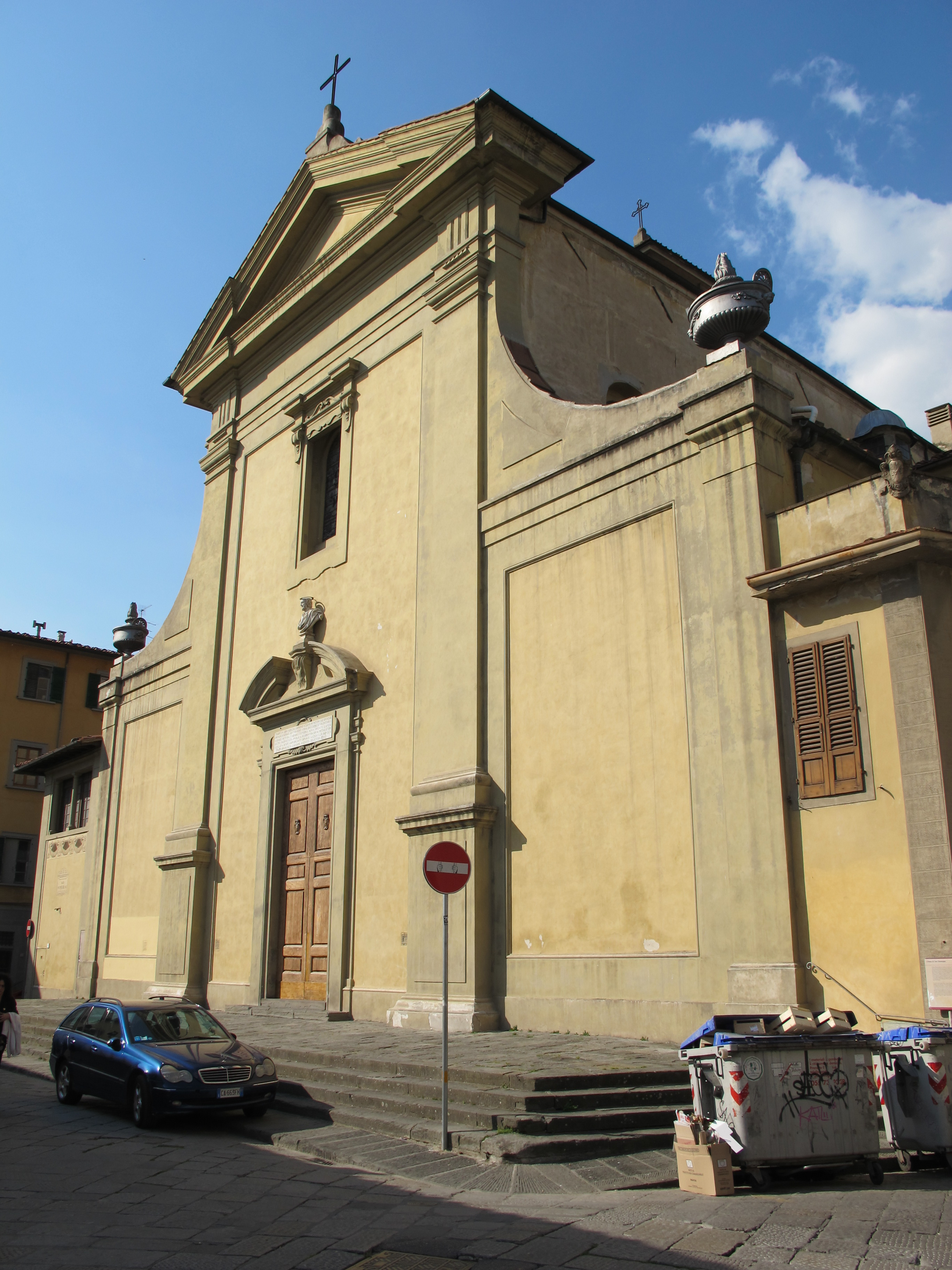
La chiesa di San Giuseppe

Il tratto successivo fino via delle Casine era chiamato "via di San Noferi", ovvero dedicata a sant'Onofrio a cui era intitolato l'ospedale dei Tintori. 
La parte seguente, che oggi mantiene il nome di via de' Malcontenti, si chiamava in antico "via della Giustizia", sempre per il passaggio dei condannati a morte che dalle prigioni del Bargello o dal Carcere delle Stinche, venivano condotti sul luogo delle esecuzioni capitali che si trovava fuori dall'antica Porta di San Francesco o Porta della Giustizia nei cosiddetti Prati della Giustizia, più o meno presso la torre della Zecca dove adesso è presente piazza Piave. Tuttavia, già dagli anni trenta del Cinquecento, la porta fu fatta chiudere da Alessandro de' Medici per costruire un bastione, il baluardo di Mongibello affacciato sull'Arno: da allora le tristi processioni passarono da borgo la Croce e via Pietrapiana fino alla Porta alla Croce.
Per dieci anni, tra il 1934 e il 1944, la strada ha avuto nome via Ventotto Ottobre, in riferimento alla marcia su Roma del 1922, titolazione conferita in occasione dell'inaugurazione del Sacrario dei Caduti, con accesso sul fianco di Santa Croce. 
Solo con delibera della giunta comunale dell'ottobre 1944 è stata conferita alla strada l'attuale denominazione, che deriva quindi dalla chiesa di San Giuseppe, aperta al culto nel 1519 nel luogo dove già insisteva una cappella di pertinenza della compagnia di Santa Maria del Giglio e San Giuseppe. 
Come già accennato, nel gennaio del 1988 dalla strada fu scorporato il largo Bargellini, in ricordo dello scrittore e politico Piero Bargellini che fu sindaco di Firenze durante l'alluvione del 1966 e che abitava nella vicina via delle Pinzochere.

## Descrizione
La strada, lungo il tracciato, incrocia via delle Conce, via de' Macci e borgo Allegri, dove è il canto del Ramerino. Ha carattere residenziale popolare. Negli ultimi anni, in ragione dell'area destinata a sosta degli autobus turistici presso il lungarno Guglielmo Pecori Giraldi, la strada è diventata assieme a via dei Malcontenti uno degli assi di penetrazione verso piazza di Santa Croce e più in generale del centro storico da parte dei turisti.

### Edifici
Da piazza Santa Croce si entra nella via lasciandosi sulla destra il porticato laterale della basilica di Santa Croce, al termine di una lunga scalinata: da qui si accede alla basilica, al museo e al famedio dei Caduti per la Patria (1915-1945) dell'architetto Lensi. Questo slargo è oggi chiamato "largo Bargellini" in onore del "sindaco dell'alluvione" Piero Bargellini che visse in queste zone del quartiere.
| Immagine | N°       | Nome                                                  | Descrizione |
| -------- | -------- | ----------------------------------------------------- | --- |
|          | s. n.    | Tabernacolo di Sant'Onofrio                           | All'incrocio con via dei Malcontenti e via delle Casine si trova il grande tabernacolo tardo trecentesco fatto costruire dall'Arte dei Tintori che qui aveva il proprio "spedale". Mostra una Madonna col Bambino tra i santi Giovanni e Pietro di un seguace di Niccolò Gerini, sostituito da una copia dopo l'alluvione, e sulla sinistra è affiancato da uno stemma dell'arte. Le sue grandi dimensioni dovevano essere di conforto per i condannati a morte di passaggio. |
|          | s. n.    | Chiesa di San Giuseppe                                | L'iscrizione sulla facciata neoclassica ricorda come la chiesa sia sorta grazie alle offerte raccolte dalla compagnia di San Giuseppe, già residente in un oratorio dedicato alla Madonna del Giglio. La costruzione fu avviata nel 1519 su progfetto di Baccio d'Agnolo, e nel 1580, su interessamento di Bianca Cappello, vi ebbero sede i Minimi di san Francesco di Paola, La facciata fu rifatta nel 1759 e nel 1784 il convento fu soppresso e destinato ad altre attività assistenziali. Oggi la chiesa è sede parrocchiale. |
|          | s. n.    | Oratorio di Santa Maria Vergine della Croce al Tempio | In origine forse una struttura Templare, fu poi l'oratorio della Compagnia di Santa Maria della Croce al Tempio nata nel 1347. Oggi non più officiata, la chiesaa venne restaurata in stile neomedievale nel 1912. La casa alla sinistra dell'oratorio al n. 12 era la dimora del cappellano, che aveva una scala a chiocciola per entrare direttamente in chiesa. |
|          | 12-14    | Ospedale di Santa Maria della Croce al Tempio         | Di origine antica, ma ampliato nel 1428, fu una struttura per i poveri, i pellegrini, i malati e i viandanti retta dalla Compagnia di Santa Maria della Croce al Tempio. Soppresso nel Settecento, venne ridotto a civile abitazione. |
|          | 9-11     | Palazzo Bardi Serzelli                                | Gran parte degli edifici del lato sud confinano con gli antichi orti di Santa Croce, come il presente palazzo di Gasparo Maria Paoletti, in cui si trova oggi una scuola elementare. Posto davanti allo sbocco di via de' Macci, il palazzo sorge dove era in antico una casa di proprietà della famiglia Rucellai. La proprietà passò nel corso del tempo ai Dufour Berte (che la possedevano ai tempi di Federico Fantozzi), quindi ai Bardi Serzelli. |
|          | 18       | Casa del monastero di Sant'Elisabetta                 | Un pietrino e un rilievo con una torretta ricorda come questa casa fosse appartenuta al vicino convento di Santa Elisabetta del Capitolo, un tempo qui situato e detto anche "delle Pinzochere", ovvero delle francescane del terzo ordine che si occupavano di pulire e tenere ordinata la vicina basilica di Santa Croce. Il convento fu soppresso da Cosimo I de' Medici e la porta laterale che le donne usavano per entrare in basilica, detta delle Pinzochere, è oggi murata. Il numero sulla targhetta si riferisce a un numero di registro dell'edificio, secondo gli inventari già conservati nel convento stesso. Vicino si trova un rilievo con una torre, simbolo degli Ufficiali della Torre che possedettero poi l'edificio, la magistratura atta al controllo degli edifici pubblici. |
|          | 28       | Casa                                                  | Sopra il portale, nonostante i rimaneggiamenti, resta un pietrino illeggibile che, a giudicare dalla forma, potrebbe essere stato legato al convento di Santa Elisabetta del Capitolo, come quello della casa al 18. |
|          | 30-32-34 | Casamento                                             | La casa si distingue per uno stemma con il simbolo francescano delle braccia e la croce, posto in alto sulla facciata del numero 30; anche al 34, sopra il portalino, si vede uno stemma molto consunto, verominilmante analogo all'altro. la casa al 34, più bassa di un piano, mostra un cornicione con mensole dal motivo neobarocco piuttosto elaborato. |
|          | 38       | Casa con stemma                                       | Sopra il portale di un edificio a tre piani su due assi si nota uno stemma in pietra, oggi illeggibile per la consunzione. Probabilmente, più che uno stemma familiare (visto il carattere popolare del casamento) potrebbe trattarsi dell'emblema di un istituto religioso che possedette lo stabile. |
|          | 40       | Casa di Maria Anna Lapini                             | L'edificio è ricordato nello stradario di Bargellini e Guarnieri solo perché qui, come ricorda la lapide posta sulla facciata, nacque nel 1809 Maria Anna Lapini, la fondatrice della congregazione, nella regola francescana, delle Suore Stimmatine. La casa, nonostante la semplicità, conserva un bel portone cinquecentesco incorniciato da bozze di pietra; sulla rosta sono le iniziali G.G. |
|          | sn.      | Cappella Niccolini                                    | L'imbocco attuale di via San Giuseppe si restringe improvvisamente da quando su costruita, a ridosso della basilica di Santa Croce, la cappella Niccoli, che sporge esternamente. Eretta da Giovanni Antonio Dosio nel 1584, con una cupola affrescata dal Volterrano, statue di Pietro Francavilla e due pale di Alessandro Allori, presenta all'esterno alcuni stemmi dei Niccolini. |

### Lapidi
Nell'angolo esterno della basilica si trova uno stemma Niccolini datato, che ricorda la presenza della Cappella Niccolini.
Una targa ricorda una casa delle monache del monastero di Santa Elisabetta del Capitolo, fondato nel 1285 da Arrigo dei Cerchi: 
| MONASTERO DI S.ELISABETTA DI CAPITOLO DI FIRENZE N. 17 |

Al 40 la già citata targa dedicata a Maria Anna Lapini:
| IN QVESTA CASA NACQVE IL 27 MAGGIO 1809 E TRASCORSE GLI ANNI GIOVANILI MARIA ANNA LAPINI NATA FIORELLI FONDATRICE DELLE SVORE STIMMATINE |

Nell'edificio davanti alla chiesa di San Giuseppe una targa ricorda la morte della disabile Elide durante l'alluvione di Firenze del 1966: legata da carabinieri a un'inferriata, nell'attesa di poter segare le sbarre non appena l'acqua si fosse calmata, nessuno si sarebbe aspettato che il livello della melma fosse lentamente salito fino a sommergerla, mentre il parroco di San Giuseppe la confortava negli ultimi istanti, impartendole l'assoluzione dall'altro lato della strada. 
| 4 NOVEMBRE 1966 MUORE QUI TRAGICAMENTE ELIDE, IMMOBILIZZATA DALLA MALATTIA, ASSICURATA CON UN LENZUOLO ALLA INFERRIATA DELLA FINESTRA "è stata la tragedia più triste e commovente di tutta la città. Assistere, senza poter far nulla, una che deve morire e che vede la morte avvicinarsi, solo perché un'inferriata non si è potuta abbattere..." (DAL DIARIO DEL PARROCO DON GIUSEPPE BORETTI) A RICORDO DEL COMITATO DI SANTA CROCE LE PARROCCHIE DI S. GIUSEPPE E S. AMBROGIO POSERO IN OCCASIONE DEL QUARANTESIMO ANNIVERSARIO DELL'ALLUVIONE DI FIRENZE | La targa dell'alluvione |

Sulla chiesa, sopra la porta di ingresso, si trova l'iscrizione:
| TEMPLVM. HOC. VIRGINI. DEIPARAE. A. LILIO. NVNCVPATAE. EIVSQVE SPONSO. IOSEPHO. AB. VTRIVSQVE. SODALIBVS. DEDICATVM. INTERIVS FORNICE. PICTVRA. LVMINIBVS. EXTERIVS. NOVA. FRONTE. LAPIDE SECTO. INCRVSTATA. PVBLICA. FLORENTINORVM. PIETAS. STIPE CONLATA. AVXIT. AMPLIFICAVIT. ORNAVIT. A. M D CCLIX. IMP. D. N. FRANCISCO. CAESARE. AVGUSTO. FELICITER |

«Questo tempio, dedicato alla Vergine Madre di Dio, detta del Giglio, e al suo sposo Giuseppe entrambi, da i confratelli, fu arricchito internamente con una volta dipinta e illuminata,
e esternamente con una nuova facciata rivestita di pietra scolpita. La pubblica pietà dei Fiorentini, con offerte raccolte, lo accrebbe, ampliò e abbellì nell’anno 1759, sotto il governo del nostro sereno signore l’imperatore Francesco Cesare Augusto».
Francesco Bigazzi (1887) trascrisse due lapidi dei Signori Otto sul muro del convento di Santa Croce, e che lamentava rimosse in occasione dell'apertura del loggiato laterale. La più grande vietava la pratica della prostituzione in una serie di strade a 100 braccia dalla chiesa:
GLI SPETTABILI SIG. OTTO DGVARDIA E BALIA DELLA CITTÀ DI FIRENZE 
 
FANNO PVBLICAMENTE NOTIFICARE QVALMENTE IN VIRTV DELLA 
 
LEGGE DEL Dİ 29 LVGLIO 1561 HANNO PROHIBITO CHE NIVNA DONNA
 
MERETRICE O DI MALA VITA POSSA STARE O HABITARE DALLA VIA 
 
DETTA DEL RAMERINO FINO ALLA VIA DE BONFANTI P LA DIRITTVRA 
 
DELLA PORTA DEL FIANCO DELLA CHIESA DI SANTA CROCE NEMENO 
 
NELLA VIA D S CHRISTOFANO NELLE DVE CASE SITVATE DA CIASCVNA 
 
PARTE NEL LINGRESSO D DETTA VIA NE MENO IN QVALVNQALTRO 
 
LVOGO DENTRO ALLE 100 BRACCIA DAL CONVENTO DI CAPITOLO 
 
SOTTO PENA A QVELLE CHE TRASGREDIRANNO DENTRO ALLE 
 
DETTE 100 BRACCIA DI LIRE 200 E DELLA CATTVRA D SCUDI 
 
4 P CIASCHVNA E CIASCHEDVNA VOLTA E FVORI DELLE CENTO 

BRACCIA FINO ALLA DETTA VIA DE BVONFANTI DI SCVDI 4 
 
DI PENA E DELLA CATTVRA COME SOPRA
La seconda era più piccola e vietava di sporcare la via:
LI SS. OTTO
 
HANNO PROHIBITO
 
FARCI BRVTTVRE

### Tabernacoli
All'incrocio con via dei Malcontenti e via delle Casine si trova un grande tabernacolo eretto a conforto dei condannati a morte che percorrevano anticamente questa strada. Raffigura la Madonna col Bambino tra i santi Giovanni e Pietro ed è di un seguace di Niccolò Gerini (oggi sostituito da una copia).